# كورت إيبرهارد
كورت إيبرهارد (بالألمانية: Kurt Eberhard)‏ هو جندي ألماني، ولد في 12 سبتمبر 1874 في روتفايل في ألمانيا، وتوفي في 8 سبتمبر 1947 في شتوتغارت في ألمانيا.